# Pleszecki járás

A Pleszecki járás az Arhangelszki területen

A Pleszecki járás (oroszul Плесецкий муниципальный район) Oroszország egyik járása az Arhangelszki területen. Székhelye Pleszeck.

## Népesség
- 1989-ben 83 357 lakosa volt.
- 2002-ben 58 257 lakosa volt.
- 2010-ben 49 077 lakosa volt.